# 水茅
水茅（学名：Scolochloa festucacea）为禾本科水茅属下的一个种。生长在水边、沼泽地。分布于欧洲及俄罗斯、蒙古和北美。中国产黑龙江、吉林、辽宁、内蒙古、四川。模式标本采自德国柏林。